# Bohlen-Pierce-Skala
Die Bohlen-Pierce-Skala, kurz auch BP-Skala, ist eine Tonskala, welche die Duodezime in dreizehn Tonstufen unterteilt. Sie wurde unabhängig von Heinz Bohlen, Kees van Prooijen, und John R. Pierce ab 1972 entdeckt. Wohingegen im klassisch-westlichen Tonsystem die Oktave, der ein Frequenzverhältnis von 2:1 entspricht, in zwölf Tonstufen unterteilt wird, wird hier die Duodezime, Frequenzverhältnis 3:1, in dreizehn Tonstufen unterteilt. Pierce erfand für 3:1 den Begriff Tritave.
Die Bohlen-Pierce-Skala kann sowohl temperiert als auch rein gestimmt werden, wird aber in den Kompositionen, die sie benutzen, gewöhnlich auf temperierten Instrumenten gespielt.

## Harmonik
Der Ausgangsgedanke der drei Entdecker der Tonleiter war, den Durdreiklang, der in reiner Stimmung als 4:5:6 erscheint, zu ersetzen durch 3:5:7. Diese einfachen ungradzahligen Intervalle, die zum größten Teil nicht im temperierten westlichen Zwölftonsystem auftauchen, enthält die Bohlen-Pierce-Skala auch in ihrer temperierten Form in guter Annäherung. Die daraus resultierende Skala besitzt eine Schrittgröße, die zwischen einem Halb- und einem Ganzton liegt. In temperierter Stimmung liegt der Schritt bei 146,3 Cent.
Im westlichen Tonsystem ist nach vier Tonschritten die temperierte große Terz erreicht und nach sieben Tonschritten die Quinte. In der nicht temperierten Bohlen-Pierce-Skala ist nach sechs Tonschritten 3:5 erreicht (die große Sexte in nicht-temperierter Form), nach zehn Tonschritten 3:7. Die Vielzahl der intervallischen Möglichkeiten geben die unten angeführten Weblinks an.

## Instrumente

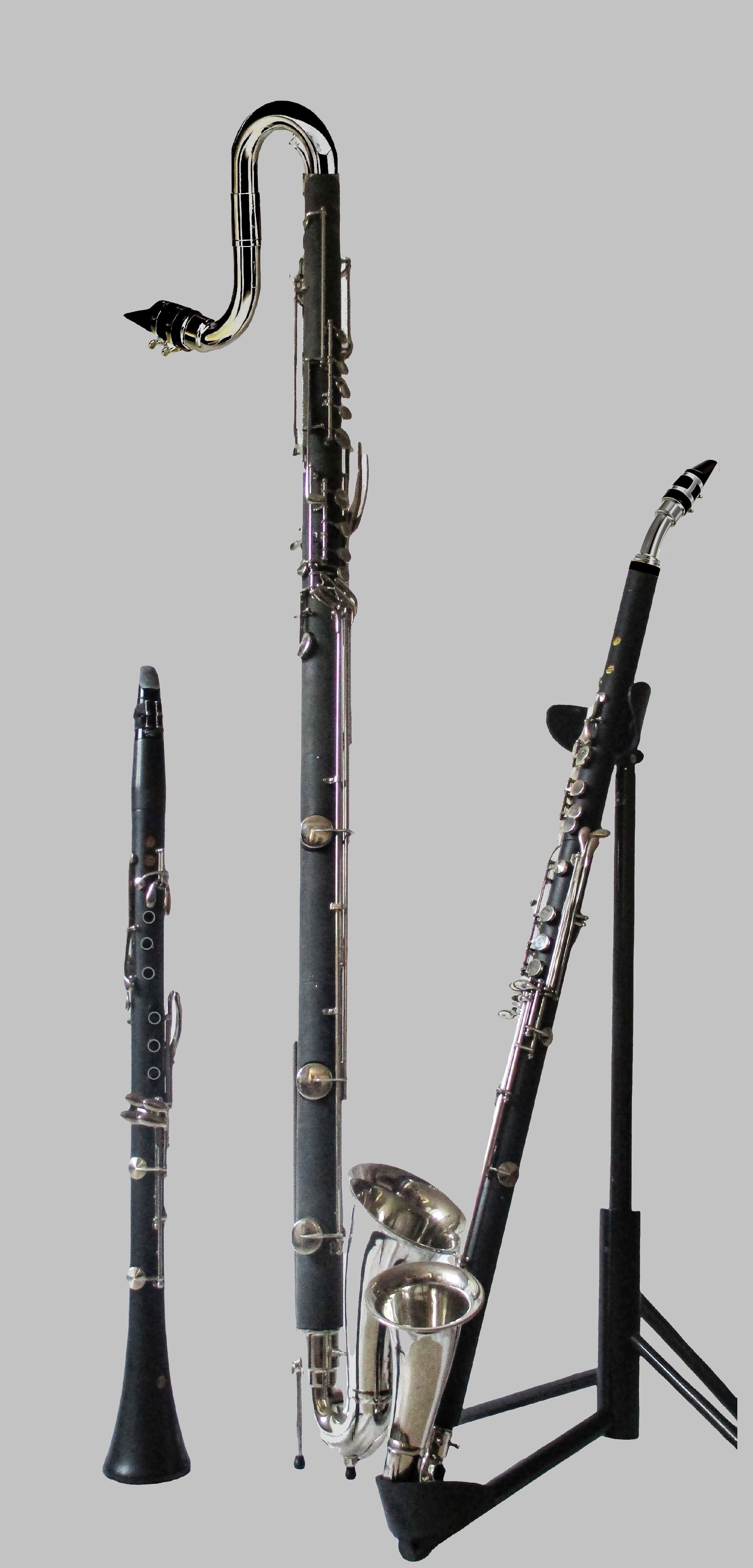
Bohlen-Pierce Klarinettenfamilie: Sopran, Contra(bass) und Tenor

Akustisch einseitig geschlossene Aerophone mit zylindrischer Bohrung, z. B. Klarinetten und Panflöten, besitzen ein Obertonspektrum, welches aus dem Grundton und seinen ungeraden Obertönen besteht. Sie überblasen nicht wie z. B. Blockflöten in die Oktave, sondern in die Duodezime. Diese Instrumente sind wegen ihres ungradzahligen Spektrums besonders für die harmonischen Möglichkeiten der BP-Skala geeignet. Der kanadische Instrumentenbauer Stephen Fox hat auf eine Anregung von Georg Hajdu hin die ersten Bohlen-Pierce-Klarinetten gebaut, die seit 2008 in Konzerten eingesetzt werden. Er produziert auch Metallophone in dieser Skala.

## Kompositionen und Konzerte
Charles Carpenter veröffentlichte 1996 das Progressive-Rock-Album Splat, welches 10 Instrumentalstücke in der Bohlen-Pierce-Skala enthält. Weitere Kompositionen stammen insbesondere von Elaine Walker ab 2005.
Ein erstes Konzert mit Bohlen-Pierce-Klarinetten fand am 20. März 2008 an der University of Guelph, Ontario, Kanada statt. Die Musiker Tilly Kooyman und Stephen Fox führten neue Werke von Owen Bloomfield und Todd Harrop auf. Ein zweites Konzert fand am 13. Juni 2008 an der Hochschule für Musik und Theater Hamburg statt, dem ein Workshop angeschlossen war. Die Komponisten waren Georg Hajdu, Sascha Lino Lemke, Manfred Stahnke, Fredrik Schwenk und Peter Michael Hamel, die Interpretinnen Anna Christina Bardeli und Nora-Louise Müller.

## Symposium
Organisiert durch den Komponisten Georg Hajdu (Hochschule für Musik und Theater Hamburg) und die Boston Microtonal Society, fand vom 7. bis 9. März 2010 in Boston das erste Bohlen-Pierce Symposium statt. Mitgetragen wurde die Veranstaltung vom Goethe-Institut Boston, dem Berklee College of Music, der Northeastern University und dem New England Conservatory of Music. Die Teilnehmer hielten 20 Fachvorträge über Geschichte und Eigenschaften der Bohlen-Pierce-Skala, führten über 40 Kompositionen mit diesem System auf und stellten eine Reihe neuer Instrumente vor.